# Guy Swinnen
Guy Swinnen, pseudoniem van Guido Swinnen (Kaggevinne, 27 maart 1960), is een Belgische muzikant en zanger. Hij is vooral bekend als de leadzanger en gitarist bij The Scabs.

## Biografie
Guy Swinnen begon in 1978 met The Scabs, een groep die uitgroeide tot een van de bekendste Belgische rockgroepen uit de jaren 80 en 90. Ze stonden tot tweemaal toe op het Torhout/Werchter festival (1983 en 1992) en haalden drie gouden albums. Na hun split in 1997 ging hij solo verder onder de groepsnamen Jonesy, Guy Swinnen and the banned, Swinnen en als Guy Swinnen Band. In 1998 verschijnt het door Werner Pensaert geproduceerde album Hazy onder zijn eigen naam. Een donkere plaat waarin tekstueel frustraties van de split en zijn op de klippen gelopen relatie worden verwerkt en waar Scabs fans op dat moment niet zaten op te wachten. Met het album en de daarbijhorende theater tour Spelers en drinkers, een eerbetoon aan Johan Verminnen, gaf Jan Hautekiet hem een duwtje in de rug richting live circuit. Later nemen Hautekiet en Andries Boone met hem nog het livealbum Hard Times Revisited op tijdens een gelijknamige theater tour. De cd bevat een greep uit het The Scabs-repertoire en een aantal nieuwe Swinnen-songs. Hij heeft de smaak terug te pakken en neemt het album Swinnen op in een productie van Mauro Pawlowski. Voor Live in Brussels en Burn the bridges werkt hij samen met Paul Van Bruysteghem (ook bekend als Monsieur Paul, bassist bij Triggerfinger).
Op vraag van Kurt Overbergh speelde Swinnen met The Scabs in 2007 drie uitverkochte reünie-concerten in de Ancienne Belgique. Deze reünie bezorgt hen in 2008 een plaats op de affiche van TW Classic. In 2010 verschijnt het boek van Jo Smeets ‘Dirty years of rock & roll’ en vullen ze de Lotto Arena. Door in 2012 en 2015 nog eens Werchter Classic aan te doen worden ze de Belgen die er het meest hebben gestaan.
Hij neemt in dat jaar ook deel aan het eerste seizoen van Liefde voor muziek en scoort vooral met een vertaling en bewerking van een lied van Christoff dat hij herdoopt tot My dearest friend. De liveopnames van het programma belanden samen met enkele nieuwe akoestische songs op het album Dreaming for days.
De compagnie Maandacht vraagt hem regelmatig voor hun  theater producties gaande van Cash, Dylan en Neil Young tributes tot zijn eigen Guy Swinnen and the ladies met bewerkingen van bestaande songs in duet vorm. Van de eerste reeks verscheen ook het studioalbum The duet sessions. Als zanger bewijst hij hiermee meer aan te kunnen dan enkel rockmuziek.
In 2022 hernieuwt hij de vriendschap met Werner Pensaert en verschijnt er in diens productie het rockalbum Rock ain’t dead (it just smells funny), een knipoog naar een uitspraak van Frank Zappa.
Guy Swinnen is al van bij de aanvang betrokken bij het project Te Gek!?, dat probeert om geestelijke gezondheid bespreekbaar te maken. Hij schrijft the song But never mind voor de allereerste Te Gek!? cd en werkt mee aan enkele muziekvoorstellingen en is sinds 2010 ook peter van het project.
Bij de lokale verkiezingen van 2024 was hij lijstduwer voor de lokale partij Iedereen Diest. Hij raakte verkozen.

## Discografie
- Hazy (1998)
- Hard Times Revisited (live) (2003)
- Swinnen (2005)
- Live in Brussels (2007)
- Burn the bridges (2008)
- Dreaming for days (2015)
- The Duet Sessions (2019)
- Rock ain’t dead (it just smells funny) (2022)

| Single met hitnotering(en) in de Vlaamse Ultratop 50 | Datum van verschijnen | Datum van binnenkomst | Hoogste positie | Aantal weken | Opmerkingen |
| ---------------------------------------------------- | --------------------- | --------------------- | --------------- | ------------ | ----------- |
| Scars (live)                                         | 2015                  | 04-04-2015            | tip31           | -            |             |
| I surrender (live)                                   | 2015                  | 25-04-2015            | 11              | 1            |             |
| My dearest friend (live)                             | 2015                  | 09-05-2015            | 4               | 3*           |             |

| Album met hitnotering(en) in de Vlaamse Ultratop 200 albums | Datum van verschijnen | Datum van binnenkomst | Hoogste positie | Aantal weken | Opmerkingen |
| ----------------------------------------------------------- | --------------------- | --------------------- | --------------- | ------------ | ----------- |
| Swinnen                                                     | 2005                  | 04-06-2005            | 54              | 7            |             |

## Trivia
- In 2005 werd hij de winnaar van het survival-televisieprogramma Stanley's Route waarvoor tien bekende Vlamingen in Afrika moesten overleven. Andere deelnemers waren Leona Detiège, Hilde De Baerdemaeker, Brigitta Callens, Roxane Kalishoek, Filip Meirhaeghe, Raffaele, Flor Koninckx, Tina Driesen en Joachim Dejonckheere.
- In 2010 verscheen bij uitgeverij Ludion het boek 'Dirty Years of Rock 'n' Roll', een gedocumenteerde biografie over The Scabs geschreven door Jo Smeets.
- In 2015 deed hij mee aan Liefde voor Muziek.
- Guy Swinnen is sinds 21 juni 1985 getrouwd met Viviane Jacobs. Ze hebben samen drie kinderen.
- Zijn ouders heten Marcel Swinnen en Theresa Lambrechts. Zijn artistieke genen heeft hij allicht van haar want zij was een academisch geschoolde kunstschilder met regionale bekendheid. Hij heeft twee broers Marc en Luc.